# 납작동물
납작동물(Platyzoa)은 생물 분류에서 동물의 일부를 구성하는 상문이다. 선구동물의 일부로 1998년에 토머스 카발리어 스미스가 제안하였다. 카발리어 스미스는 납작동물에 편형동물을 포함시켰고, 이전에 미생물로 기술되었던 문의 일부를 모아서 새로운 아칸토그나타문(Acanthognatha)을 생성했다.

## 하위 분류
- Rouphozoa
  - 편형동물문 (Platyhelminthes)
  - 복모동물문 (Gastrotricha)
- 유악동물 (Gnathifera)[2]
  - 윤형동물문 (Rotifera)
  - 구두동물문 (Acanthocephala)
  - 악구동물문 (Gnathostomulida)
  - 미악동물문 (Micrognathozoa)
  - 구륜동물문 (Cycliophora)